# Ernesto Calzavara
Ernesto Calzavara (Treviso, 24 agosto 1907 – Stra, 19 agosto 2000) è stato un poeta e saggista italiano.

## Origini
Nel 1931 si laurea in Giurisprudenza a Padova (aveva studiato un anno all'Università di Roma); due anni dopo si trasferisce a Milano dove intraprende con successo la carriera di avvocato. La sua prima opera è una pubblicazione giuridica, edita più volte, I capisaldi del codice civile, Vallardi, Milano, 1942.
Il legame con la terra natale rimane molto forte: a Treviso il suo punto fermo è la casa paterna, una bella villetta veneta del Settecento situata ai confini tra città e campagna, dove egli torna ogni volta che può. E sarà la Marca Trevigiana lo spunto e lo sbocco naturale di quella che fin dal principio si rivela la sua forte vena poetica, che lo porterà a dire: “L'avvocato deve mantenere il poeta”.
Pubblica e cura la riedizione di un antico testo poetico della Marca Trevigiana: Anselmino da Montebelluna, El planto de la Verzene Maria, All'Insegna del Pesce d'Oro, Milano, 1950 (seconda edizione nel 1996, con prefazione di Cesare Segre).

## Poesia
Le prime prove poetiche risalgono alla seconda metà degli anni ‘40. Sono poesie in lingua, tre plaquettes pubblicate privatamente e fuori commercio in edizione numerata di cento esemplari: Il tempo non passa, Milano, Tipografia Maserati, 1946; I fiori di carta, Milano, Tipografia Omnia, 1947; Il nuovo mondo, Milano, Tipografia Omnia, 1948.
La poesia in lingua si esaurirà quasi interamente con queste prime esperienze, per lasciare spazio ad una più feconda produzione in dialetto, una “svolta” che risale agli anni sessanta. Si tratta, come ha precisato Cesare Segre, della sua “seconda nascita”. Per la prima volta in Italia le tecniche e le poetiche della moderna poesia in lingua fanno irruzione nella tradizione della poesia dialettale: escono Poesie dialettali, Treviso, Libreria Canova, 1960; e. Parole mate Parole pòvare, Milano, All'insegna del pesce d'oro, 1966.
La sperimentazione e la ricerca formale si approfondiscono con le raccolte successive: Come se Infralogie, prefazione di Cesare Segre, Milano, All'insegna del pesce d'oro, 1974; Cembalo scrivano. Esercizi per dattilogrammi, Milano, All'insegna del pesce d'oro, 1977; Analfabeto, Milano, Società di poesia, 1979; Le ave parole, introduzione di Stefano Agosti, Milano, Garzanti, 1984.
Nel 1990 Calzavara ha raccolto il meglio della sua produzione aggiungendovi otto poesie inedite, scritte tra il 1980 e il 1987: Ombre sui veri. Poesie in lingua e in dialetto trevigiano (1946-1987), introduzione di Cesare Segre, Milano, Garzanti, 1989, 1990, 2001 (all'ultima ristampa è annesso il cd Marco Paolini legge Ernesto Calzavara).
La sua ultima opera è Rio terrà dei pensieri, a cura di Massimo Rizzante, prefazione di Cesare Segre, Milano, All'insegna del pesce d'oro, 1996, originale e composito collage di poesia, aforismi e note critiche.
È scomparso pochi giorni prima del suo novantatreesimo compleanno nella casa del nipote a Stra, in provincia di Venezia, il 19 agosto 2000.

## Opere
- I capisaldi del codice civile, Vallardi, Milano, 1942;
- El Pianto della Verzene Maria, All'Insegna del Pesce d'Oro, Milano, 1950;
- Il tempo non passa, Tipografia Maserati, Milano, 1946;
- I fiori di carta, Tipografia Omnia, Milano, 1947;
- Il nuovo mondo, Tipografia Omnia, Milano, 1948;
- Poesie dialettali, Canova Edizioni, Treviso, 1960;
- e. Parole mate Parole pòvare, All'Insegna del Pesce d'oro, Milano, 1966 (Premio Lanciano 1967);
- Come se. Infralogie, All'Insegna del Pesce d'Oro, Milano, 1974 (Premio Alte Ceccato 1974);
- Cembalo scrivano. Esercizi per dattilogrammi, All'Insegne del Pesce d'Oro, Milano. 1977;
- Analfabeto, Società di poesia, Milano, 1979;
- Le ave parole, Garzanti, Milano, 1984;
- Ombre sui veri, Garzanti, Milano, 1990;
- Rio terrà dei pensieri, All'Insegna del Pesce d'Oro, Milano, 1996.